# Лозы (мифология)
Лозы — злые духи нескольких категорий в самодийской (селькупской) мифологии.

## Общие сведения
Лозы относятся к нескольким категориям: злые духи и духи болезней, подчиненные Кызы, духи-хозяева («мачиль-лозы» — леший, «уткыль-лозы» — водяной), духи — помощники шамана.
К духам-помощникам шамана относятся животные (медведь, выдра, ящерица, змея, лягушка, гагара, журавль), а также чудовища в людском облике и духи предков шамана.

## Духи болезней
Лозы — духи болезней подчиняются Кызы. С их помощью последний причиняет людям смертельные болезни (лозы проникают «как ветер» в тело человека и «как червь» точат внутренние органы). По верованиям селькупов, во время грозы бог неба Нум с помощью молний поражает этих духов. Во время грозы селькупы затесывали затесывали комель растущего дерева (лозы выходили из старых деревьев), тем самым имитируя убийство злого духа.

## Духи-хозяева
Лозы, обитающие в лесах, водоемах и т. п. по представлениям селькупов могли как помогать, так и вредить людям. Для того, чтобы задобрить духов, селькупы приносили им жертвы (кровь, жир, монеты и другие изделия), а также вырезали личины духов на стволах деревьев.

## Духи-помощники
Лозы также выполняли роль помощников селькупских шаманов. Эти духи часто имеют зооморфный или антропоморфный облик. Селькупские шаманы призывали духов животных и стихий (например, «квыоргынлоз» — медвежий лоз, «логанлоз» — лисий лоз, «кананлоз» — собачий лоз, «мергилоз» — лоз ветра) во время камлания для того, чтобы последние оказали камлающему свою помощь.